# Castelo Rá-Tim-Bum, o Filme
Castelo Rá-Tim-Bum, o Filme é um filme de fantasia brasileiro de 1999 produzido e dirigido por Cao Hamburger. O filme é baseado na série de televisão Castelo Rá-Tim-Bum, criada por Flávio de Souza e Cao Hamburger, da TV Cultura. Foi lançado nos cinemas brasileiros no dia 31 de dezembro de 1999, sendo distribuído pela Columbia Pictures.
Com um orçamento de sete milhões de reais, o longa permanece até hoje como um dos filmes mais caros já produzidos pelo cinema brasileiro. Entre os filmes brasileiros de maior bilheteria de 1999, Castelo Rá-Tim-Bum, o Filme ficou na segunda posição com um pouco mais de setecentos mil ingressos vendidos, perdendo apenas para O Auto da Compadecida. A receita gerada pelo filme foi de R$ 3.031.875.

## Sinopse
A história expande o conceito dos Stradivarius, uma família tradicional de feiticeiros, que é meramente mencionada na série original. Com a chegada iminente do alinhamento dos planetas, um evento que fortalece os poderes de todos os magos, a malvada Losângela rouba o livro de magia de sua prima Morgana, o que causa a perda dos poderes de Morgana e do Dr. Victor. Losângela se alia ao Dr. Abobrinha e seu ajudante atrapalhado Rato, ambos com intenções de demolir o Castelo.
As esperanças do Castelo ficam nas mãos do sobrinho de Morgana e Victor, Antonino ''Nino'' Stradivarius, um menino de trezentos anos de idade que é aprendiz de feiticeiro. Nino também procura lidar com o fato de que não é um garoto normal, o que dificulta sua capacidade de fazer amigos. No entanto, é justamente fazendo amizade com as crianças Cacau, João e Ronaldo que ele encontra um meio de salvar o Castelo e seus tios.

## Elenco
- Diegho Kozievitch como Nino Stradivarius
- Marieta Severo como Losângela Stradivarius
- Rosi Campos como Morgana Stradivarius
- Sérgio Mamberti como Dr. Victor Stradivarius
- Pascoal da Conceição como Dr. Abobrinha
- Matheus Nachtergaele como Rato
- Leandro Léo como João
- Mayara Constantino como Cacau
- Oscar Neto como Ronaldo
- Ângela Dip como Pénelope
- Rubens Rivellino como Pai do João
- Thereza Christie como Mãe do João
- Tania Casttello como Avó do João
- Laís Marques como Irmã do João

### Vozes das criaturas do castelo
- Luiz Carlos de Moraes como Mau
- Gérson de Abreu como Livro da Morgana
- Thiago Keplmair como Livro do Nino
- João Batista como Sujo
- Álvaro Petersen como Feio
- Guilherme Lepe como Porteiro 1
- Renato Márcio como Porteiro 2

## Notas de produção

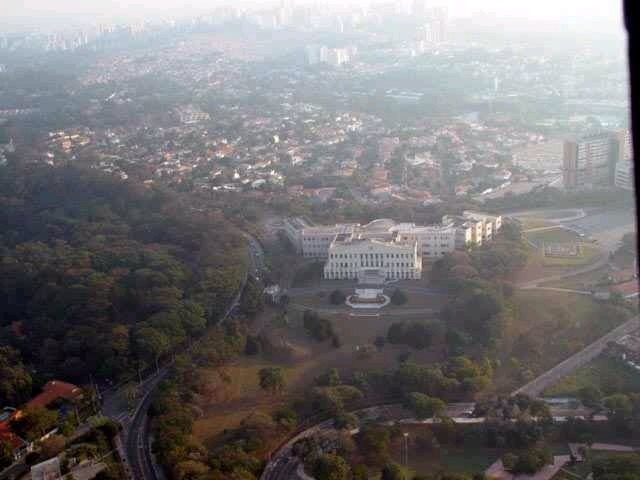
As colinas do Morumbi à beira da Marginal Pinheiros fizeram parte do cenário do filme.